# Пастухов Володимир Борисович
Володи́мир Бори́сович Пастухо́в (22 квітня 1963, Київ) — російський політолог, публіцист і юрист (адвокат), почесний старший науковий співробітник Університетського коледжу Лондона (2009); консультант юридичної компанії «FD Advisory LLP». Як адвокат представляв інтереси фонду Hermitage Capital Management та через кримінальне переслідування, пов'язане з роботою у цій справі, був змушений 2008 року емігрувати до Лондона. Є автором так званої «понятійної конституції», яка являє собою збірку неписаних правил, що визначають реальну суть життя в Росії.

## Біографія
1988 року закінчив Київський державний університет (юридичний факультет, фах «радянське державне будівництво») та аспірантуру. Тема кандидатської дисертації «Политическая власть в социалистическом обществе: сущность и облик (гносеологический аспект исследования)» (1989, КНК). Пізніше доктор політичних наук, тема докторської дисертації «Историко-культурная обусловленность эволюции политической власти в России: становление политического государства и гражданского общества».
З 1999 р. практикуючий адвокат, згодом політичний консультант, адвокат Московської міської колегії адвокатів та Міжнародної колегії адвокатів. Радник голови Конституційного Суду Російської Федерації Валерія Зорькіна, заступник голови Конфедерації союзів кінематографистів, (з 1999) керівник програми Інституту корпоративного підприємництва університету «Вища школа економіки», адвокат, консультант. Колишній науковий директор (з 1999) Інституту права та публічної політики (Москва).
Сфера наукових інтересів: політична філософія, цивилізаційні дослідження, конституційний процес, федералізм.
Член редколегій журналів «ПолИс» (з 1999) та «Сравнительное конституционное обозрение».
- В 2008 році у зв'язку з участю у ролі адвоката-захисника у справі Hermitage (див. Вільям Браудер#Конфлікт з російською владою) змушений був залишити Росію.

В еміграції - з 2009 деякий час науковий співробітник (honorary senior research associate) Школи слов'янських та східноєвропейських досліджень Університетського коледжу Лондона.
Був постійним гостем на радіо «Ехо Москви».

## Цікаві факти
- У деяких джерелах стверджувалось, що у студентські роки В.Пастухов був комсоргом Київського університету[9]. Цю інформацію Пастухов заперечував у передачі "Особлива думка" на радіостанції "Эхо Москвы" 05.07.2021 р.

## Цитати
2014
- рос. Сегодня на одном полюсе российской общественной жизни возникает неудержимая потребность во лжи, а на другом полюсе, естественно, растет ее массовое производство. Это тоже своего рода рынок, где спрос рождает предложение. Хотя, конечно, есть здесь и элементы недобросовестного маркетинга… 
 К сожалению, любые «неонароднические» инициативы, ставящие своей целью «раскрытие глаз» на язвы и пороки русской жизни, в этих обстоятельствах обречены на провал. Веки обывателя плотно опущены, он не желает видеть ничего вокруг себя.[10]

2011
- «рос. Это неправда, что дела в России обстоят плохо. На самом деле, они обстоят очень плохо. Так плохо в России за всю ее историю было только три раза — в середине XIII века, в начале XVII и в начале XX веков» 
 Страна исчезает, но никто на это не обращает внимания. Русские живут сегодня в тени «социального Чернобыля», где уровень субъективного восприятия угрозы абсолютно неадекватен ее объективному уровню, где смертельная опасность удачно замаскирована под обыденность. 
 Смертельным излучением, от которого сегодня гибнет Россия, является ложь. Она пронзает все человеческие отношения снизу доверху — от семьи до государства. Все знают, что так жить нельзя, но живут. Все знают, что врать нельзя, но врут. Все знают, что красть нельзя, но крадут. Кто-то — рубль, а кто-то — миллиард, но какая на самом деле разница?[11]

2009
- рос. я бы назвал две фобии, которые доминируют сегодня: одна [в Украине] — это некая фобия того, что Россия может поглотить Украину, фобия постоянной интенции России восстановить империю, восстановить влияние. Обратная фобия [в России] — я бы сказал, это подозрение Украины в наличии вечного «комплекса Мазепы», есть ощущение, что Украина замыслила коварство и предательство, и это единственная и необходимая цель ее политики. Как любые фобии, они редко имеют отношение к действительности, зато имеют отношение к определенным родовым травмам.[9]
- рос. я скорее склонен доверять Михаилу Светлову, который сказал, что легче полюбить все человечество, чем одного конкретного соседа по квартире. Для меня эта общность: судьбы, проблем, связей — это скорее источник сложности, чем причина для сотрудничества. Гораздо проще полюбить Никарагуа, потому что если она и возникает когда-то перед глазами, то очень редко и по поводу. Здесь мы маячим друг перед другом постоянно и без повода, и есть что пообсуждать и что поделить. Близость, наличие общих границ никогда в жизни, никогда в истории не создавала позитивных условий для кооперации.[9]
- рос. максимально реалистичная задача для России, по крайней мере, в отношении Украины, — это стремиться достигнуть «невраждебности». Я думаю, что любые попытки поставить вопрос о союзах, даже может быть — экономических, я не говорю уже о политических, пока очень преждевременны, нереалистичны, для этого надо очень много работать, для этого, думаю, нужна смена поколений.[12]
- рос. общество наше далеко не спит, оно живет очень активной жизнью, и главное, что оно делает — оно ворует. Причем оно ворует так сосредоточенно и упорно, что отвлекаться от этого процесса на политику пока нет сил. Тот, кто пытался отвлечь собаку на какие-то фокусы, пока она грызет кость, знает, как она на это реагирует. Даже если она любимая и домашняя, в этот момент у нее сработают инстинкты, и она может и за руку цапнуть.[9]
- рос. То, что мы имеем, — это некая последняя форма распада; то, что нам нужно — это создание новой государственности. Эта новая государственность не может возникнуть без новой культуры. То есть нужен какой-то толчок, нужно образование новой культуры. Понимаете, это напоминает рождение космоса. Так же рождаются цивилизации. Для того чтобы возникла новая культура, нужен взрыв, без большого взрыва культура не возникает.[9]
- рос. «жлобская» субкультура взяла на каком-то этапе верх … лучше, чем это сделал Павло Загребельный, не сделал никто … Он описал, что все зло от полуобразованных людей … — это всегда человек амбициозный, который мечется по всей социальной сетке, нигде не может найти себе места, постоянно активен, постоянно выпирает, где только может.[9]

## Друковані твори
- В. Пастухов и другие. После Беслана: дискуссия американских и российских экспертов. — изд. Институт этнологии и антропологии РАН, 2005

- Андрон Кончаловский, В. Пастухов: На трибуне реакционера — Издательство: Эксмо, 2007 г. 320 с. ISBN: 978-5-699-23691-6

- Владимир Пастухов. Реставрация вместо реформации. Двадцать лет, которые потрясли Россию. — изд-во ОГИ (Объединенное Гуманитарное Издательство), 2012 ISBN 978-5-94282-656-7
- Владимир Пастухов. Украинская революция и русская контрреволюция. Киевский дневник: июнь 2009 — июнь 2014. — изд-во ОГИ. ISBN 978-5-94282-744-1
- Владимир Пастухов. Революция и конституция в посткоммунистической России: Государство диктатуры люмпен-пролетариата. — изд-во ОГИ. ISBN 978-5-94282-830-1

## Статті та виступи
- Синдром отключенного сознания // Владимир Пастухов доктор политических наук, научный сотрудник Сент-Энтони колледжа Оксфордского университета. 8 декабря 2014
- Третье пришествие большевизма // 27 октября 2014

Володимир Пастухов на polit.ru та polit.ua
- Владимир Пастухов: над Россией висит два вопроса — Путин и катастрофа // 15 февраля 2012, 09:26.
- Катастрофа и русский характер // polit.ru[ru], 15 августа 2011, 08:12
- Владимир Пастухов о российском правосудии
- Пастухов о дуализме современного российского права — лекция.
- Мерцающее русское право
- Вторая жертва в битве за Москву
- "Украина должна как можно быстрее преодолеть эпоху идентификации себя «от обратного» [Архівовано 9 березня 2016 у Wayback Machine.] // polit.ua, 26 ноября 2010, 16:05
- Воспоминание о будущем. Владимир Пастухов о «холодном лете» 1953 г.
- Владимир Пастухов: Россия-2018. Большая игра началась
- Владимир Пастухов: России надо выиграть битву за украинскую интеллигенцию // polit.ua, 15.02.2010 12:59
- Сила взаимного отталкивания: Россия и Украина — две версии одной трансформации // polit.ru, 29 октября 2009, 09:41 
  Мы публикуем полную стенограмму лекции … Владимира Пастухова, прочитанной 21 октября 2009 года в Киеве, в пресс-клубе кинотеатра «Жовтень» в рамках проекта «Публичные лекции Політ.UA». 
 «Публичные лекции Polit.UA» — ближайший родственник «Публичных лекций Полит.ру»[ru]. В рамках проекта «Публичные лекции Політ.UA» будут проходить выступления ведущих ученых, экспертов, деятелей культуры России, Украины и других стран.